# دالاس ۸۰۸۴
سیارک ۸۰۸۴ (به انگلیسی: 8084 Dallas، نامگذاری:1989CL1) هشت هزار و هشتاد و چهارمین سیارک کشف شده‌است که در ۶ فوریه ۱۹۸۹ کشف شد.
قدر مطلق سیارک برابر ۱۳٫۲۰ است.